# Рудик Станіслав Костянтинович
Рудик Станіслав Костянтинович (25 травня 1940, с. Капітанка) — доктор ветеринарних наук, професор, заслужений працівник народної освіти України, академік Академії наук вищої освіти України.

## Біографія
Народився Станіслав Костянтинович 25 травня 1940 року в селі Капітанка Голованівського району Кіровоградської області. У 1965 році закінчив факультет ветеринарної медицини Української сільськогосподарської академії. Тема кандидатської дисертації «Спланхнокраній Cervidae i Bovidae»; докторської «Подъязычный аппарат млекопитающих в свете его строения и функции».

## Наукова і викладацька діяльність
Займається такими науковими напрямками: дослідження переднього відділу органів травлення хребетних тварин; історія ветеринарної медицини; фольклор; релігія. Член Європейської асоціації закладів ветеринарної медицини (1992), Європейської асоціації ветеринарних анатомів (1996) та Всесвітньої асоціації ветеринарних анатомів (1989), Всесвітньої асоціації істориків ветеринарної медицини (1996). За роки наукової і викладацької діяльності підготував 7 докторів і 15 кандидатів наук. Автор біля 800 публікацій, з них 6 патентів і 86 книг. Під його редакцією вийшла монографія «Історія ветеринарної медицини України». Вперше у світовій практиці він підготував «Курс лекцій з історії ветеринарної медицини» й видав 15 монографій з історії галузі. Є автором перших українських підручників «Анатомія свійських тварин», «Морфологія сільськогосподарських тварин», двотомного «Курс лекцій з порівняльної анатомії», практикуму та словника.

## Громадська діяльність
С. К. Рудик — генерал-хорунжий козацтва. Член Національної спілки журналістів України. Експозиція організованих ним музеїв анатомії та історії ветеринарної медицини, за відгуками зарубіжних фахівців, є однією з кращих у світі.

## Нагороди і відзнаки
Отримав 40 державних, громадських та міжнародних нагород:
- 1998 — почесна грамота Кабінету Міністрів України.
- 2003 — почесна грамота Верховної Ради України.
- 2003 — орден святого рівноапостольного князя Володимира ІІІ ступеня.
- 2004 — «Відмінник освіти України».
- 2005 — нагрудний знак Петро Могила від міністерства освіти й науки України.
- 2005 — орден святого архістратига Михаїла.
- 2007 — орден Павла Чубинського ІІ ступеня.
- 2007 — Відмінник аграрної освіти і науки І ступеня.
- 2007 — медаль «Будівничий України».
- 2008 — «Знак Пошани» від Київський міський голова.
- 2008 — «За заслуги у розвитку ветеринарної» медицини ІІІ ступеня.
- 2010 — «За заслуги у розвитку ветеринарної» медицини ІІ ступеня.

Почесний професор Харківської державної зооветеринарної академії (2002), Дніпропетровського державного аграрного університету (2002), заслужений професор Національного аграрного університету (2008), почесний доктор Львівського національного університету ветеринарної медицини та біотехнологій ім. С. З. Гжицького (2008).